# Rodrigo Ossandón (guionista)
Rodrigo Andrés Ossandón Estefó es un guionista chileno de television.

## Teleseries

### Historias originales
- 2009: Conde Vrolok, de él mismo junto Felipe Ossandón y Jorge Ayala[1]

### Colaboraciones
- 2004: Los Pincheira, de Víctor Carrasco
- 2005: Los Capo, de Víctor Carrasco
- 2006: Cómplices, de Víctor Carrasco
- 2007: El señor de La Querencia, de Víctor Carrasco
- 2008: Hijos del Monte, de Víctor Carrasco
- 2011: La doña, de Sergio Bravo
- 2013: Graduados, de Sebastián Ortega
- 2014: Valió la pena, de Patricia González[2]
- 2016: El camionero, de Ángela Bascuñan
- 2017: Wena profe, de Francisca Fuenzalida
- 2024: El señor de La Querencia: Revive el mal, de Víctor Carrasco